# Neptis genulfa
Neptis genulfa är en fjärilsart som beskrevs av Charles Oberthür 1908. Neptis genulfa ingår i släktet Neptis och familjen praktfjärilar. Inga underarter finns listade i Catalogue of Life.